# PK-huset

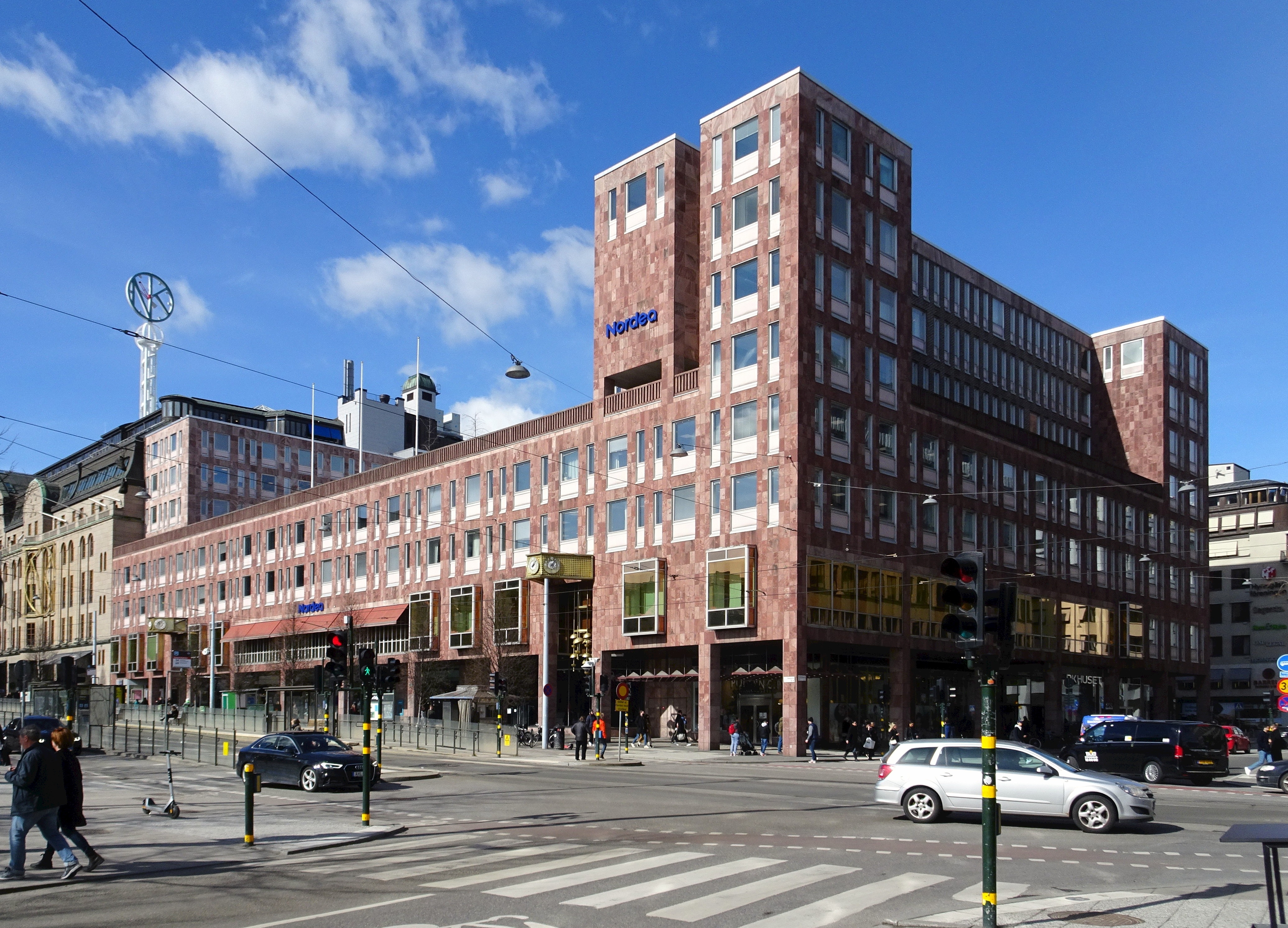
PK-huset i april 2021.

PK-huset (tidigare även PKbankens hus) är ett kombinerat kontors- och varuhus i kvarteret Hästen vid Hamngatan / Norrlandsgatan i stadsdelen Norrmalm i Stockholm. I PK-huset har Nordea fortfarande sitt huvudkontor för sin svenska filial.

## Historik

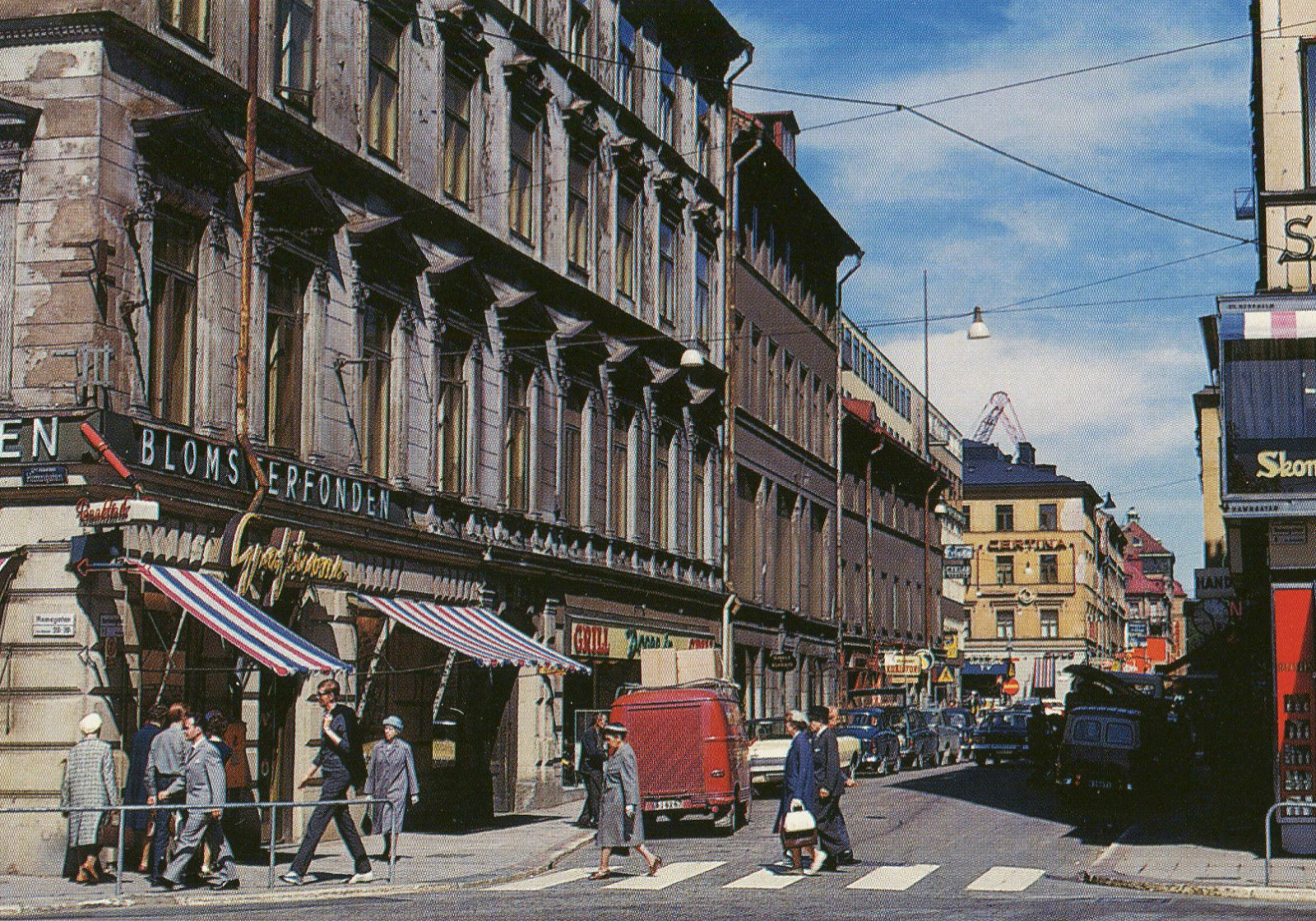
Hörnhuset Hamngatan 10 / Norrlandsgatan 1 i juni 1966.

Byggnaden uppfördes ursprungligen som huvudkontor för Sveriges Kreditbank (vilken 1974 fusionerade med Postbanken och fick namnet Post- och Kreditbanken, därav namnet) på den plats där Sagerska husen fanns fram till år 1970. Under åren 1971–1974 byggdes detta stora komplex efter ritningar av arkitektkontoret Backström & Reinius. På grund av den starka kritiken att riva Sagerska husen utredde Backström & Reinius möjligheten att bevara Sagerska husens fasader utanpå det nya kontorskomplexet närmast NK. Fastighetskontoret motarbetade dock varje form av bevarande. Butiksutrymmet var ursprungligen tänkt för varuhuset MEA:s räkning som inte hade möjlighet att expandera vid sitt läge vid Norrmalmstorg. Det nedre butiksplanet skulle fått direktingång från den underjordiska passagen Hästskogången, nuvarande Sergelgången som ursprungligen var tänkt att sträcka sig ända fram till Norrlandsgatan/Kungsträdgården. 
Byggnaden sträcker sig från varuhuset NK ner till Norrlandsgatan och mittemot ligger Kungsträdgården. Fasaderna är av röd-rosa Älvdalskvartsit, mot Hamngatan fyra våningar hög och med åtta våningar höga tornbyggnader mot NK och i hörnet vid Norrlandsgatan. Mellan tornen finns en 1 250 m2 stor planterad takterrass. I botten- och källarvåningen finns inköpspassager, bottenvåningens galleria har även en direktkoppling till NK. Gångstråken längs Hamngatan och Norrlandsgatan är utformade som arkader. Ovanför butiksarkaderna finns långa kontorskorridorer med cellkontor (små kontorsrum), valv och den stora övre bankhallen. Byggnadens källarutrymmen sträcker sig tjugo meter ner under mark i fem våningsplan och innehåller förutom arbetslokaler även parkeringsplatser och motionslokaler. Den totala ytan uppgår till 52 800 m2.
Fastigheten klassades år 2007 genom Stadsmuseets Norrmalmsinventering som "värdefullast" tillsammans med 13 andra byggnader på Norrmalm som hade uppförts 1960–1980 och gavs en blåmärkning. Samma klassning erhöll Sverigehuset och  Sparbankshuset som båda ligger snett mittemot PK-huset.

## Bilder

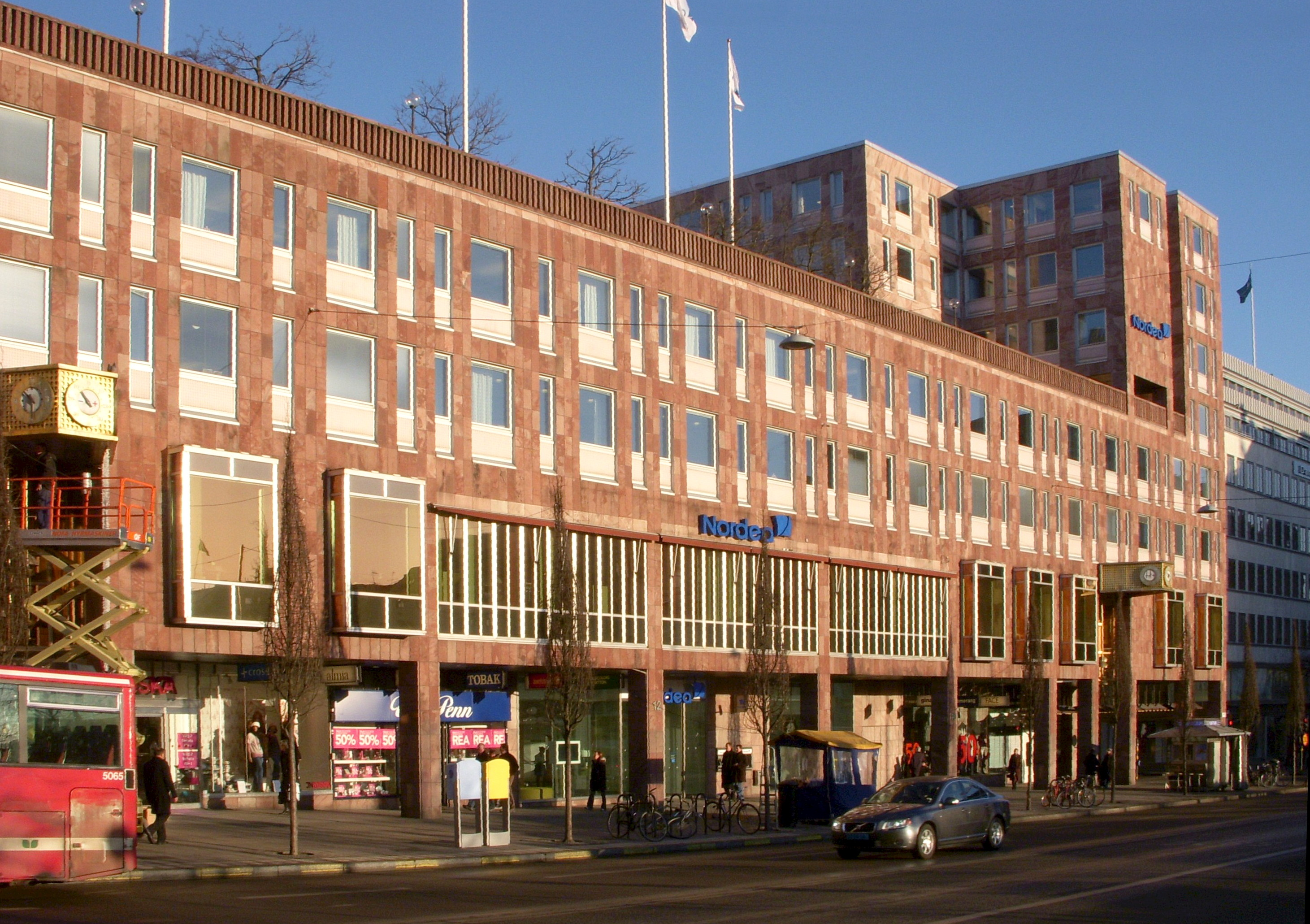
PK-huset vy mot öster.
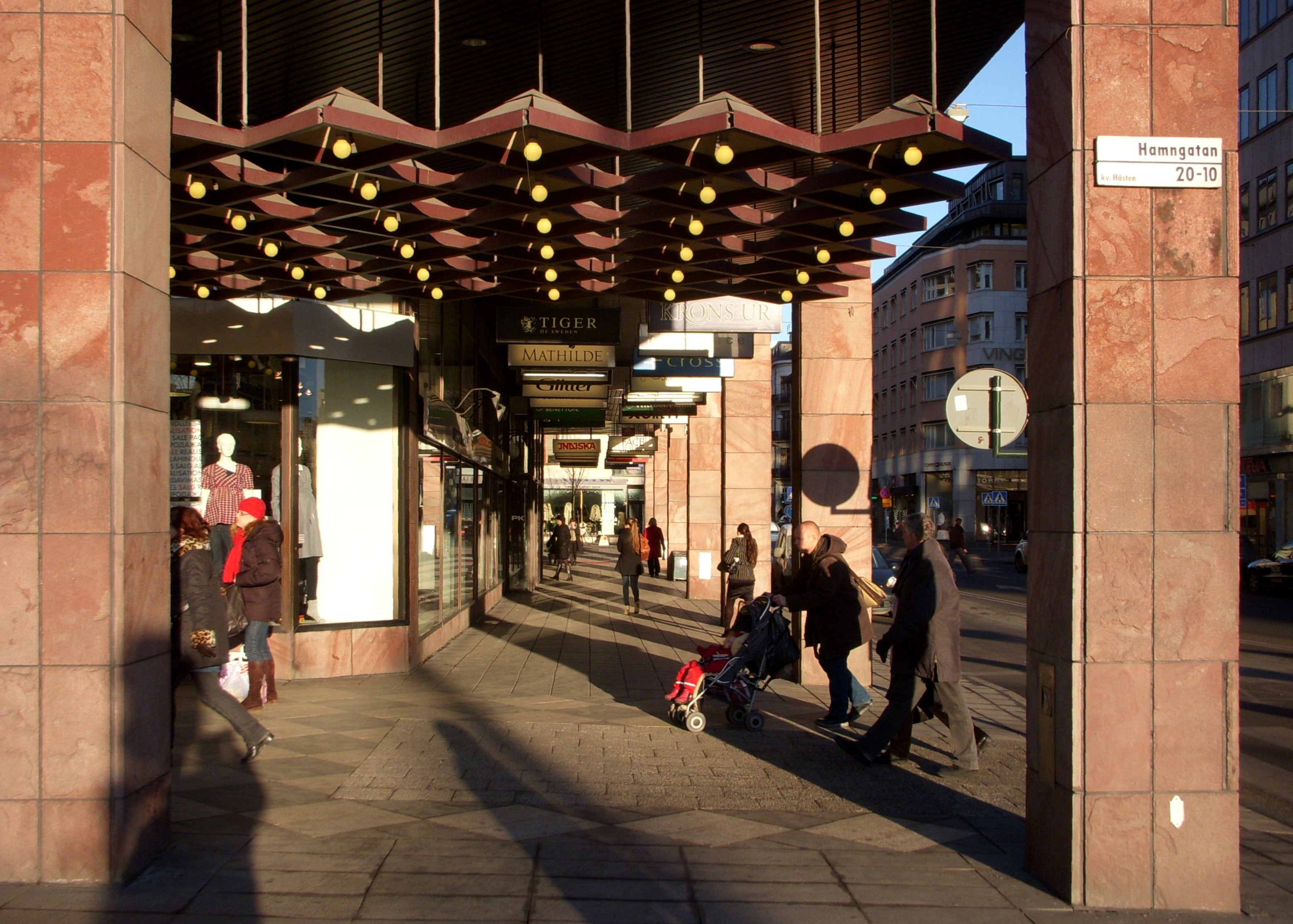
Hörnet och arkaden vid Norrlandsgatan.
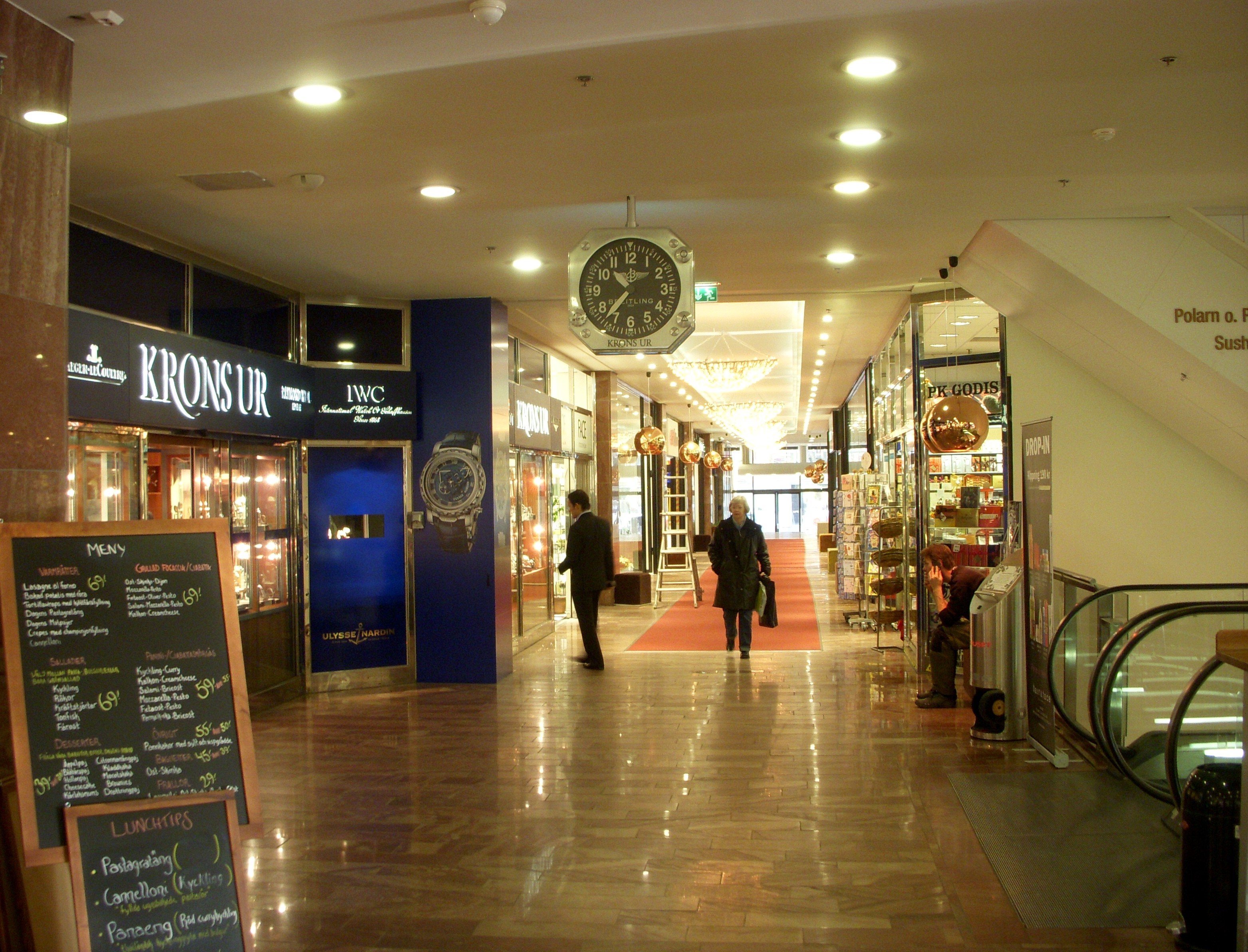
Inköpspassagen.
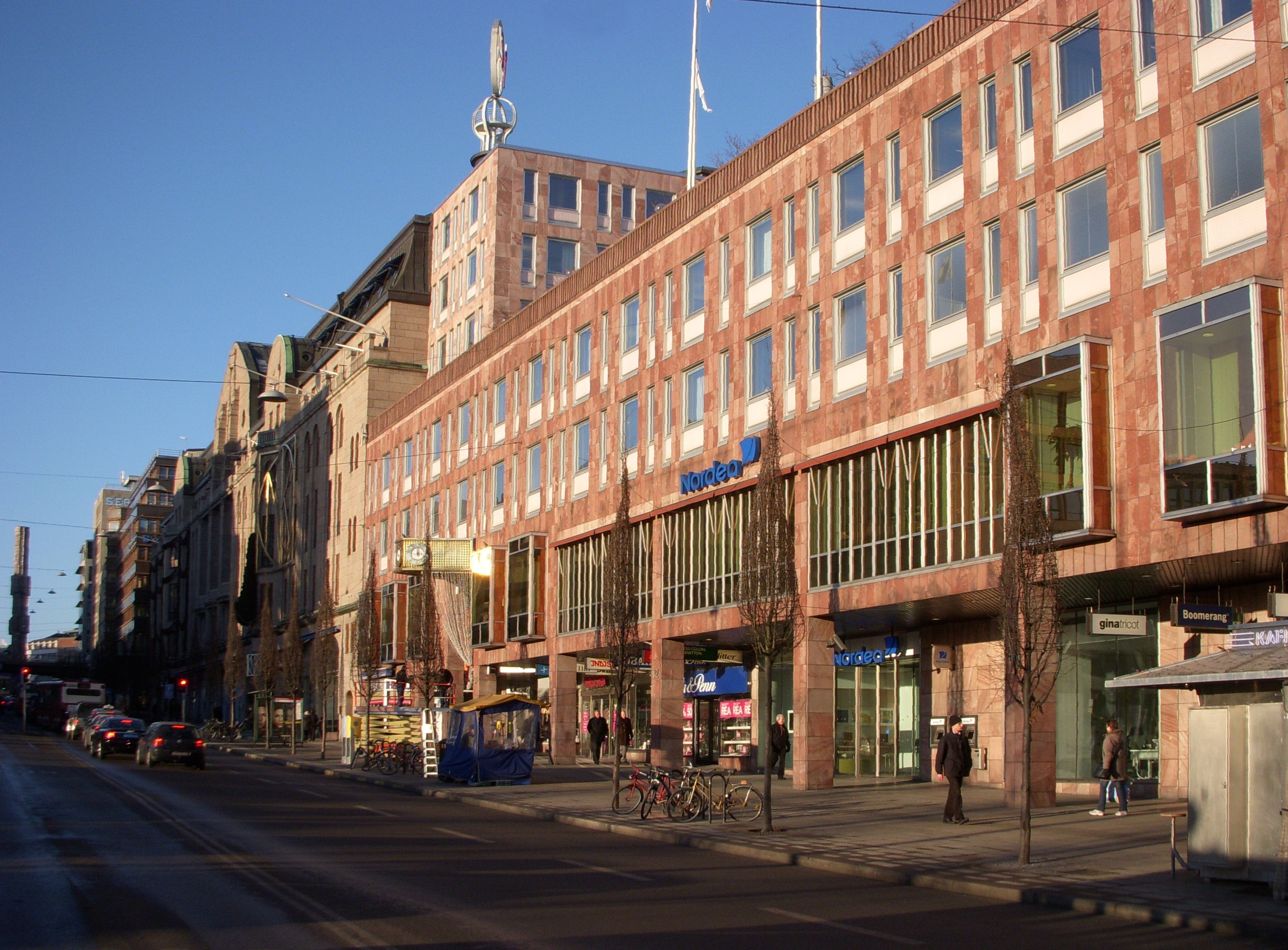
PK-huset vy mot väster.